# (24445) 2000 PM8
2000 بي أم 8 (ويعرف أيضًا باسم (24445) 2000 بي أم 8 وفق تسمية الكوكب الصغير) (بالإنجليزية: 2000 PM8)‏ هو كويكب ضمن حزام الكويكبات؛ وترتيبه 24445 من حيث الاكتشاف.
اكتُشف هذا الجُرم الفلكي بواسطة Christian Veillet ‏ في 2 أغسطس 2000.

## وصلات خارجية
- (24445) 2000 PM8 في قاعدة بيانات مختبر الدفع النفاث لأجرام النظام الشمسي الصغيرة

- الاكتشاف · مخطط المدار ·  العناصر المدارية · المعلمات المادية

- (24445) 2000 PM8 على موقع ويكي سكاي: DSS2, SDSS, GALEX, IRAS, Hydrogen α, X-Ray, Astrophoto, Sky Map, Articles and images